# 아이조메 유메코
아이조메 유메코(일본어: 逢初 夢子, 1915년 12월 25일 ~ )는 일본의 배우이다.